# Velička (přítok Moravy)
Velička je druhá největší řeka okresu Hodonín. Je to levostranný přítok řeky Moravy. Délka toku činí 40,2 km. Plocha povodí měří 187,3 km².

## Průběh toku

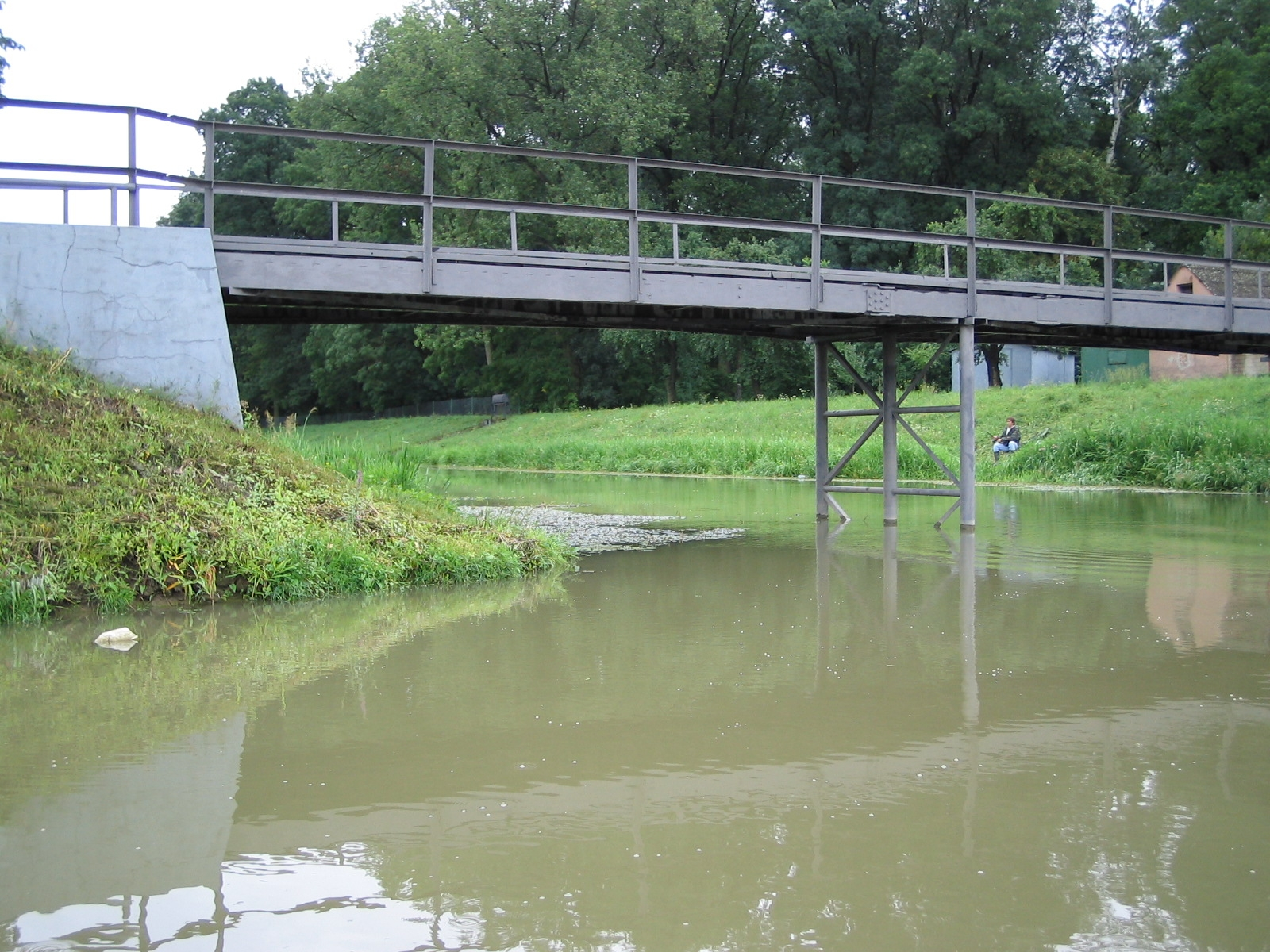
Křižovatka Veličky a Baťova kanálu u Strážnice

Velička pramení na západním úbočí hory Velká Javořina (970 m n. m.) v nadmořské výšce okolo 920 m. Nejprve směřuje hlubokým zalesněným údolím na severozápad. U osady Vápenky přijímá zprava Kamenný potok a pokračuje dále na západ. Pod soutokem s Kazivcem se stáčí na jihozápad k Javorníku, kde přijímá zleva Hrubý potok. Odtud říčka směřuje na sever až severozápad přes Velkou nad Veličkou a Louku, kde se obrací na západ. Dále Velička protéká Lipovem a Tasovem, pod kterým přijímá zleva Kuželovský potok. Na dolním toku ve Strážnici se její tok kříží s Baťovým kanálem. Do Moravy se vlévá západně od Strážnice v nadmořské výšce 166 m.

### Větší přítoky
- Kamenný potok, zprava, ř. km 36,5[4]
- Lhotský potok, zleva, ř. km 32,2[5]
- Kazivec, zprava, ř. km 31,4[6]
- Hrubý potok, zleva, ř. km 26,5[7]
- Kuželovský potok, zleva, ř. km 12,6[8]
- Kozojídka, zprava, ř. km 8,4[9]
- Trávníkový potok, zleva, ř. km 7,1[9]

## Vodní režim
Průměrný průtok Veličky u ústí činí 0,90 m³/s.
Hlásné profily:
| místo              | říční km | plocha povodí | průměrný průtok (Qa) | stoletá voda (Q100) |
| ------------------ | -------- | ------------- | -------------------- | ------------------- |
| Velká nad Veličkou | 27,00    | 65,79 km²     | 0,47 m³/s            | 85,0 m³/s           |
| Strážnice          | 6,60     | 172,50 km²    | 0,78 m³/s            | 95,0 m³/s           |

## Mlýny
Mlýny jsou seřazeny po směru toku řeky.
- Podhajský mlýn – Suchov, okres Hodonín, kulturní památka
- Panský mlýn – Velká nad Veličkou, okres Hodonín, kulturní památka